# Arta Terme
Pour les articles homonymes, voir Arta.
Arta Terme (Darte en frioulan) est une commune italienne de la province d'Udine dans la région autonome du Frioul-Vénétie Julienne en Italie. C'est un centre thermal et thérapeutique des Alpes Carniques (Carnia).

## Administration
| Période                                  | Période  | Identité         | Étiquette    | Qualité |
| ---------------------------------------- | -------- | ---------------- | ------------ | ------- |
| depuis 2007                              | En cours | Marlino Peresson | lista civica |         |
| Les données manquantes sont à compléter. |          |                  |              |         |

### Hameaux
Avosacco, Cabia, Cedarchis, Lovea, Piano d'Arta, Piedim, Rivalpo, Valle

### Communes limitrophes
Moggio Udinese, Paluzza, Paularo, Sutrio, Tolmezzo, Treppo Carnico, Zuglio

## Monuments
- Église de Santo Spirito (XVe siècle)
- Église de San Nicolòìì (XVe siècle)